# Ouled Ali Ben Moussa
Les Ouled Ali Ben Moussa forment un groupe ethnique du sud algérien[réf. nécessaire]. Ils sont répartis entre Tamantit et Béni-Abbés, proches de Ouled Said. Watin ajoute au sujet des Ouled Ali Ben Moussa qu'il s'agit de « Chorfa de la branche Idrissides de Fès d'où ils avaient été chassés par M'hamed Ben-Afia. Après un séjour de plusieurs années à Bousemghoun, ils seraient venus se fixer au Touat.»

## Origine
L'ancêtre commun des Ouled Ali Ben Moussa est Sidi Youcef ben Mohammed, dont le tombeau se trouve à Tamantit. Ses descendants, qui résident dans cette localité, sont connus sous le nom de Ouled Ali Ben Moussa.
Moussa Ben Ali est l'ancêtre des Ouled Ali Ben Moussa de Béni-Abbés, il vient de Tamantit, d'autres disent du Gourara pour s'installer à Béni-Abbés au XVe siècle. Très probablement, il venait de Tamantit, mais sa tribu, avant de s'installer à Tamantit, provenait du Gourara.